# Bezgrzeszne lata
Bezgrzeszne lata – wspomnienia Kornela Makuszyńskiego wydane w 1925.
Książka opisywała szkolne lata autora – dzieciństwo spędzone w Stryju, dorastanie we Lwowie. Wspomnienia utrzymane były w formie żartobliwej gawędy z elementami humoru szkolnego. Zawierały anegdoty o pierwszych próbach pisarskich autora i fascynacjach teatralnych. Książka zasadniczo kierowana była do dorosłych, jednak cieszyła się dużą popularnością wśród młodzieży. Zarówno w dwudziestoleciu, jak i po wojnie miała wiele wydań.